# 梅梅尔奖章
纪念梅梅尔领地于1939年3月22日回归奖章（Medaille zur Erinnerung an die Heimkehr des Memellandes; 22. März 1939）簡稱梅梅尔奖章（Memel Medal），是纳粹德国在战间期设立的一枚奖章。
在德国向立陶宛发出最后通牒后，德国于1939年3月22日吞并了立陶宛的克萊佩達地區（德方稱之為梅梅尔地區）。3月23日，德军部队占领了克莱佩达市以及整个地区。一战结束后，原属于东普鲁士的梅梅尔地区连同其16万居民被一并转让给了立陶宛。1939年5月1日，为纪念收复梅梅尔这一事件，德方设立了梅梅尔奖”。该奖章的最后颁发日期为1940年12月31日。德方共颁发了31322枚该奖章。
1945年，官方正式禁止一切人员继续佩戴纳粹时期的勋奖章。1957年，西德政府批准相关人员在正式场合重新佩戴部分纳粹德国勋奖章，但梅梅尔奖章不在其中。